# Albuquerque (filme)
Albuquerque  é um filme americano Western lançado em 1948, com direção de Ray Enright

## Elenco
- Randolph Scott — Cole Armin
- Barbara Britton — Letty Tyler
- Gabby Hayes — Juke
- Lon Chaney Jr. — Steve Murkill
- Russell Hayden — Ted Wallace
- Catherine Craig — Celia Wallace
- George Cleveland — John Armin
- Irving Bacon — Dave Walton
- Bernard Nedell — Sheriff Ed Linton
- Karolyn Grimes — Myrtle Walton
- Russell Simpson — Abner Huggins
- Jody Gilbert — Pearl Eager
- John Halloran — Matt Wayne
- Dan White — Henchman Jackson
- Walter Baldwin — Judge Fred Martin
- Lane Chandler - Mr. Clark, dono da mina (não-creditado)
- Franklyn Farnum - Barfly (não-creditado)